# 후쿠무라 다카유키
후쿠무라 다카유키(일본어: 福村 貴幸, 1991년 12월 22일 ~ )는 일본의 축구 선수이다.

## 구단 경력
그는 2010년부터 2024년까지 J리그의 교토 상가 FC, 시미즈 에스펄스, FC 기후, 가이나레 돗토리, 도쿄 베르디, FC 류큐에서 활동하였다.